# Fåglagyl, Småland
Fåglagyl är en sjö i Älmhults kommun i Småland och ingår i Skräbeåns huvudavrinningsområde.